# 岩手県道282号東山薄衣線
岩手県道282号東山薄衣線（いわてけんどう282ごう ひがしやまうすぎぬせん）は、岩手県一関市を通る一般県道である。

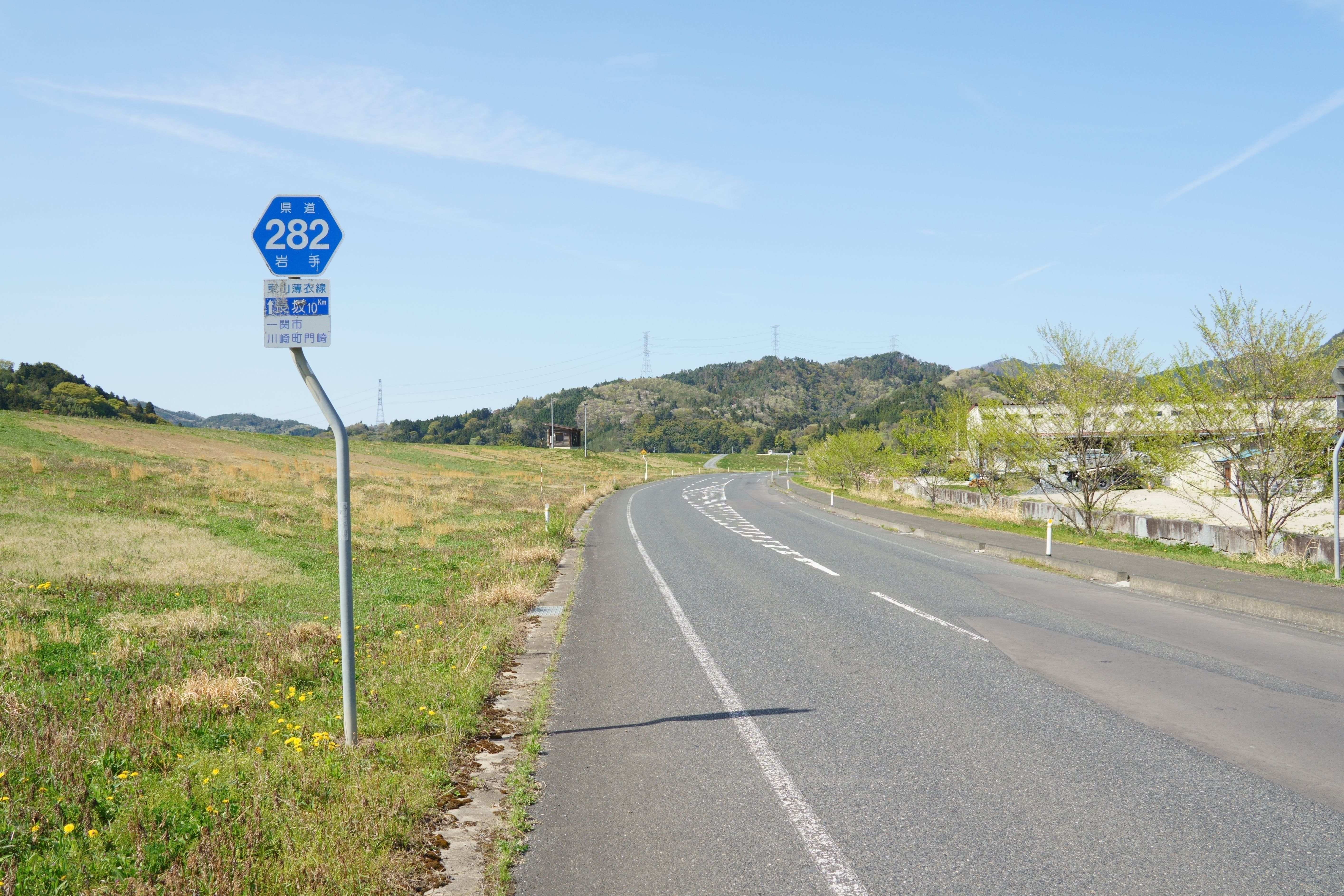
一関市川崎町門崎字坂田地内（2024年4月）

## 概要

### 路線データ
- 起点：一関市東山町松川（岩手県道19号一関大東線交点）
- 終点：一関市川崎町薄衣（岩手県道168号薄衣舞川線交点）

## 地理

### 通過する自治体
- 一関市

### 交差する道路
- 岩手県道19号一関大東線（起点）
- 岩手県道267号松川千厩線（一関市東山町松川字台）
- 岩手県道168号薄衣舞川線（終点）